# Příběhy Tří říší

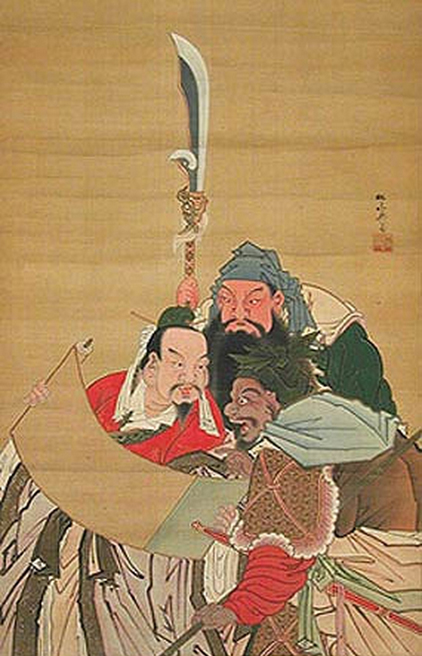
Tři hrdinové Příběhů Tří říší – Liou Pej, Kuan Jü a Čang Fej. Japonská malba na hedvábí, 18. století.

Příběhy Tří říší (čínsky v českém přepisu San-kuo jen-i, pchin-jinem Sānguó yǎnyì, znaky zjednodušené 三国演义, tradiční 三國演義)  je čínský román vyprávějící o historii Číny ve 3. století, kdy se říše Chan rozpadla na tři státy – na říši Wej na severu, na říši Wu na jihu a na říši Šu v S’-čchuanu. Dílo, někdy také známé jako Romance Tří říší, zachycuje rozpad chanského státu (zanikl roku 220), vznik Tří říší na jeho troskách a jejich soupeření ukončené opětným sjednocením Číny říší Ťin roku 280.
Autorem románu je Luo Kuan-čung (asi 1330–1400). Sepsal jej na základě Zápisků o Třech říších dvorského historika Čchen Šoua, žijícího ve 3. století, doplněných o materiál převzatý z tchangské poezie a z jüanských oper a o osobní názory autora. Příběhy Tří říší ne vždy odpovídají historické realitě, nicméně v důsledku popularity románu právě jejich verze událostí vešla do obecného povědomí Číňanů. K tomu přispělo hojné využívání scén z Příběhů v tradičním čínském divadle.

## Charakteristika a obsah románu
Autor pojal příběh románu jako dramatické střetnutí dvou principů. Na jedné straně stojí právo, ctnost a legitimita zákonného dědice dynastie Chan Liou Peje, na straně druhé zrádný a krvežíznivý zakladatel dynastie Wej Cchao Cchao. Společně s Liou Pejem bojují jeho přísežní bratři Kuan Jü (bývalý psanec) a Čang Fej (původním povoláním řezník), a moudrý rádce a ministr Ču-ke Liang, který má i určité nadpřirozené vlastnosti. Kladné postavy románu, spojené přísahou v Broskvové zahradě, nabývají postupně charakteru lidových hrdinů, jejichž motivací je věrnost a boj proti útlaku a bezpráví. Román je napsán elegantní spisovnou řečí spojující v sobě i prvky jazyka lidového a obsahuje barvité obrazy různých historických, zvláště bitevních scén.
Román byl hojně opisován, roku 1522 vyšlo první tištěné vydání pod názvem San-kuo-č’ tchung-su jen-i (三國志通俗演义). V 60. letech 17. století Mao Lun a jeho syn Mao Cung-kang významně zrevidovali text, rozdělili jej na 120 částí (místo dosavadních 24), zkrátili z 900 000 na 750 000 znaků a vydali pod názvem San-kuo-č’ jen-i (三國志演义).
Společně s Příběhy od jezerního břehu, Putováním na západ a Snem v červeném domě patří mezi čtyři klasické romány čínské literatury.

## Ohlasy v populární kultuře
Příběhy tří říší byly podnětem k množství literárních, filmových a herních adaptací. K nejznámějším filmovým adaptacím patří epický film Krvavé pobřeží z roku 2008.